# Друштво Србо-Македонци
Друштво Србо-Македонаца је било удружење за одбрану македонског народа од присилне бугаризације коју је безобзирно спроводила Бугарска егзархија. Друштво су основали интелектуалци из Македоније 1886. године, са сједиштем у Истанбулу у тадашњем Османском царству. Друштво је неговало словенски македонски интендитет који не би био нужно супротстављен српском, правећи разлику од етничког идентитета Бугара.

## Позадина
Македонски национализам је концепт који тврди да постоји посебан македонски идентитет, и први пут се јавио као интетектуални покрет шездесетих година 19. вијека. Међутим, све до раног 20. вијека, македонски Словени су се идентификовали са националном црквом локалних свештеника као „Бугари”, „Грци” и „Срби”. Срби и Бугари су већ имали своје националне државе и интелектуалци из Македоније су често тражили њихову идеолошку подршку.
Друштво Србо-Македонаца тражило је од Србије подршу за пружање молбе Османском царству у корист својих политичких аспирација. Чланови су били некадашњи припадници Тајног македонског комитета. Комитет су основали студенти македонски Словени у Софији, али је убрзо открив од стране бугарских власти и расформиран. Четири члана комитета су напустила Софију и отишла у Београд. У међувремену одржан је први „Збор Србо-Македонаца и Старо-Србијанаца” у Београду 23. фебруара 1885. године.

## Оснивање и активности
У Београду, чланови групе су се састали са српским политичаром Стојаном Новаковићем који је обећао своју подршку. Новаковић је предложио ширење србофилских осјећања како би се супротставили јаком бугарском утицају у Македонији. Одлука да се створи удружење у Истанбулу донета је на састанку Владе Србије почетком августа 1886. године. На истом састанку доњета је одлука о стварању Друштва Свети Сава. Оба друштва су имала за задатак ширење просрпске пропаганде у Македонији. Новаковића дипломатска активност у Истанбулу играла значајну улогу за реализацију ових идеја, нарочито кроз оснивање Друштва Србо-Македонаца. Он је послат као српски изасланик у главни град Османског царства, што се сматрало једним од најважнијих позиција у том периоду.